# Traktat Trójdzielny
Traktat Trójdzielny – gnostycki utwór z koptyjskiej Biblioteki z Nag Hammadi. Utwór ten składa się z trzech części i jest najdłuższy spośród wszystkich, które wchodą w jej skład. Treścią jest dogmatyka walentynian, ujęta w ten sposób, by dostosować ją do nauki Kościoła.